# Stegastes planifrons
 Stegastes planifrons és una espècie de peix de la família dels pomacèntrids i de l'ordre dels perciformes.

## Morfologia
Els mascles poden assolir els 13 cm de longitud total.

## Distribució geogràfica
Es troba al sud de Florida, les Bahames i el Carib.